# Helotyzm
Helotyzm (niewolnictwo, kontrolowane pasożytnictwo, od gr. heilotes - jeniec) – specyficzna forma symbiozy, występująca np. u porostów. Gatunki współżyją ze sobą, tworząc jeden organizm, jednak w tej współpracy jeden gatunek (w wypadku porostów - grzyb), odnosi większe korzyści niż drugi (glon). Helotyzm występuje również między niektórymi gatunkami mrówek. 
Nazwa tej formy symbiozy pochodzi od helotów - niewolników spartańskich.